# Anton Schneider (Chronist)
Anton Schneider (* 26. März 1798 in Mariental an der Wolga, Russisches Kaiserreich; † 13. August 1867 in Mariental) war ein wolgadeutscher Chronist und Lehrer.
Seine wissbegierige Natur und der eifrige Selbstunterricht, zusätzlich zur Schulausbildung, brachten ihm so viel Anerkennung, dass seine Mutterkolonie ihm das Schulmeisteramt übertrug. Nachdem Anton Schneider nach 25 Jahren aus dem beruflichen Leben ausgeschieden war, widmete er sich dem Schreiben. Auf seine Aufzeichnungen, die zu den ältesten und wichtigsten Quellen zur Geschichte der Wolgadeutschen gehören, haben in der Vergangenheit alle bedeutenden Geschichtsschreiber der Wolgadeutschen wie Gottlieb Bauer, Gottlieb Beratz, Jakob Dietz oder David Schmidt zurückgegriffen. Seine Arbeiten handeln vom Beginn der Auswanderung der Deutschen nach Russland, von ihrer Ankunft im Wolgagebiet, den großen Enttäuschungen und Schrecken nach ihrer Niederlassung, Nomadenüberfälle auf die deutschen Kolonien, den Missernten und Krankheiten, Vormundschaftskontor für Ausländer, Ignoranz und Unbildung der Machtinhaber, den Jesuiten und polnischen Priestern, Missjahren und Träumen vom Schwarzmeergebiet.
Zu seinen Hauptleistungen gehören die „Denkschrift über den Ansiedlungszustand der Einwanderer und die Geschlechterlinie unserer Stammfamilien in Russland als wie auch über die merkwürdigsten Begebenheiten und Ereignisse in und außerhalb unserer Familien von dieser bis in die gegenwärtige Zeit“ (1855), „Lebensbilder der Kolonisten im Saratowschen und Samarschen Gouvernement auf beiden Seiten der Wolga als wie auch deren Ansiedlung, Einrichtung und Wirtschaft derselben bis auf gegenwärtige Zeit“ (1863), zahlreiche Beiträge für den von ihm herausgegebenen Haus- und Landwirtschaftskalender und Gebetbücher. Er trug Lieder zusammen für zwei Sammlungen von Kirchenliedern und ein Buch der Volkslieder, schrieb die allererste Fassung der „Geschichte vom Kirgisenmichel und der schön‘ Ammi von Mariental“ nieder. Die Aufzeichnungen von Anton Schneider bieten wertvolles Material zur Entwicklung der deutschen Kolonien und Geschichte der katholischen Kirche im Wolgagebiet bis zur Mitte des 19. Jahrhunderts.